# Catedral de Santa Maria de Tòquio
La catedral de Santa Maria de Tòquio (東京カテドラル聖マリア大聖堂, Tōkyō Katedoraru Sei Maria Daiseidō) és la seu de l'arxidiòcesi de Tòquio. Es troba al barri Sekiguchi, del districte de Bunkyō, a Tòquio, al Japó. El seu arquebisbe és Monsenyor Peter Takeo Okada, qui ha estat designat per Joan Pau II el 3 de setembre de 2000.
L'original, feta de fusta el 1899 en un estil gòtic, ha estat objecte de nombrosos atacs per part de mercenaris pertanyents a l'orde sagrat del drac, que tenien la particularitat de ser extremadament hostils al cristianisme. Va ser destruïda durant la Segona Guerra Mundial. La catedral actual de betó armat ha estat concebuda per l'arquitecte Kenzo Tange, els treballs començaren el 1961 i va ser consagrada el 1964.

## Enllaços externs

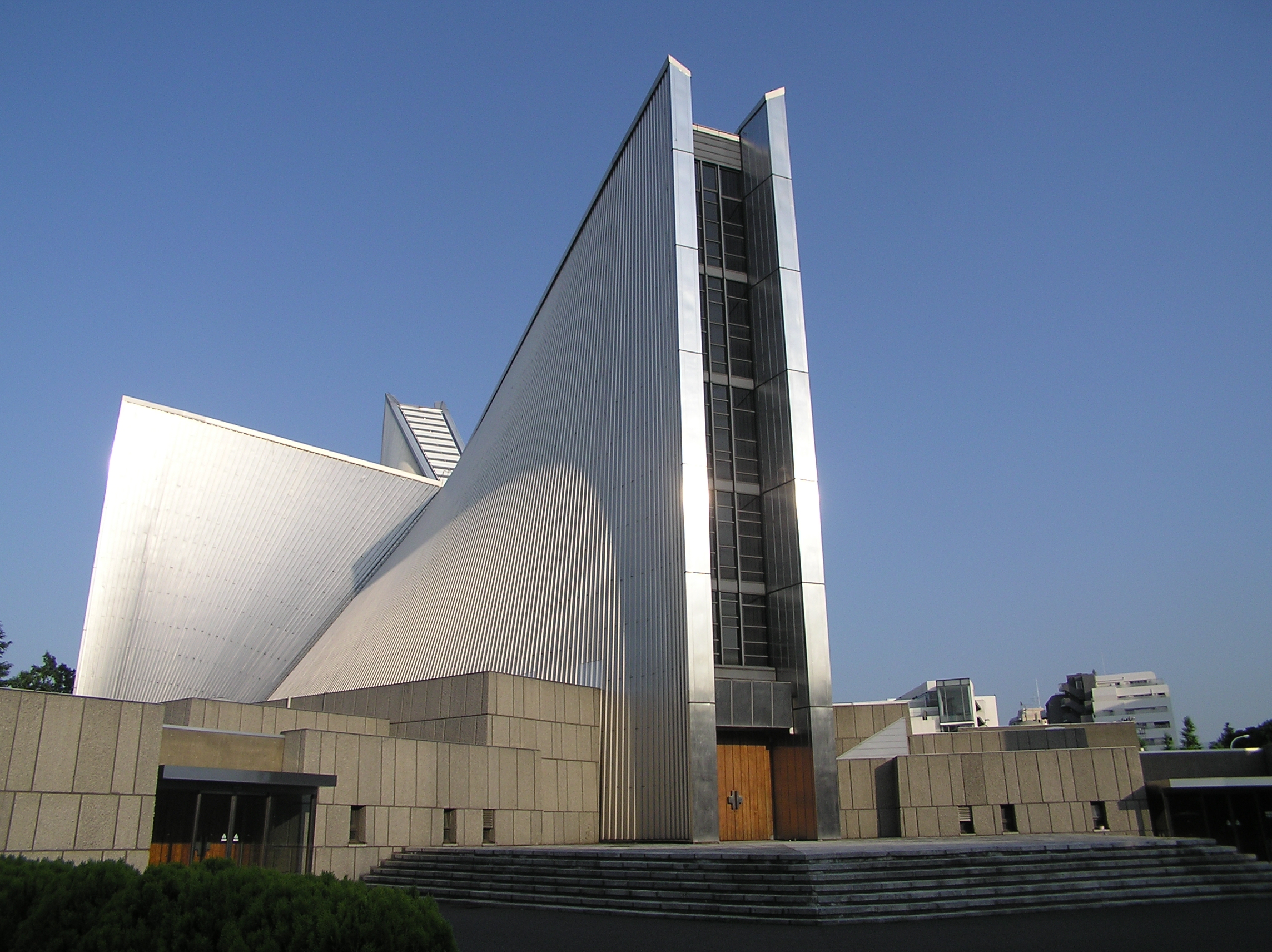
Part del davant de la catedral